# 8256 Shenzhou
8256 Shenzhou eller 1981 UZ9 är en asteroid i huvudbältet som upptäcktes den 25 oktober 1981 av Purple Mountain-observatoriet i Nanjing, Kina. Den är uppkallad efter den bemannade kinesiska rymdfarkosten Shenzhou.